# Das fliegende Klassenzimmer (1954)
Der Kinderfilm Das fliegende Klassenzimmer ist ein deutscher Schwarzweißfilm des Regisseurs Kurt Hoffmann aus dem Jahr 1954. Die literarische Vorlage zu einem der populärsten deutschen Filme der Nachkriegszeit stammt von Erich Kästner, Autor des gleichnamigen Romans. Neben den von damaligen Jungschauspielern verkörperten Schülern, darunter Peter Tost, Peter Kraus, Axel Arens und Michael Verhoeven, spielen Paul Dahlke, Heliane Bei und Paul Klinger die Hauptrollen.
Die Uraufführung des Films fand am 2. September 1954 im Luitpold-Theater in München statt.

## Handlung
Der Schriftsteller Erich Kästner schreibt im Sommer auf einer Almwiese an seinem neuen Roman Das fliegende Klassenzimmer. Bei großer Hitze fällt ihm die Inspiration für eine Geschichte, die im Winter spielt, allerdings nicht leicht. Erich Kästner beginnt, die Geschichte zu erzählen. Es geht in erster Linie um einige Jungen, die im Alpenstädtchen Kirchberg in einem Internat leben und das Johann-Sigismund-Gymnasium, eine Knaben-Oberschule, besuchen.
In der Konditorei haben sich Uli und Matz getroffen. Sie probieren anschließend im Friseursalon eine Perücke an für die Rolle des Mädchens in dem Theaterstück Das fliegende Klassenzimmer. Dieses Stück hat Johnny geschrieben; es wird von den Schülern aufgeführt. Zu den Jungen gesellt sich noch Rudi. Er ist der Sohn von Professor Kreuzkamm, ihrem Deutschlehrer. Professor Kreuzkamm ist etwas zerstreut. Im Internat erzählt Johnny seinem Freund Martin seine Lebensgeschichte. Als dreijähriger Junge wurde er von einem Mann in New York auf ein Schiff gebracht, um allein nach Deutschland zu fahren. In Bremerhaven angekommen, sollte er angeblich von seinen Großeltern abgeholt werden. Diese Großeltern gab es allerdings gar nicht, die Adresse stimmte auch nicht, und die Adresse des Mannes in New York war ebenfalls falsch. So kam es, dass der Kapitän des Schiffes Johnny zu sich nahm.
Die Jungen haben bei ihrem Lieblingslehrer Dr. Johannes Bökh, genannt Justus (lat. „der Gerechte“), Unterricht. Er gestaltet den Geographieunterricht so plastisch, dass die Kinder das Gefühl haben, die Welt wie aus einem Flugzeug zu sehen. Nur Ferdinand fehlt als einziger. Denn er interessiert sich nur für Musik und ist deshalb ständig im Musikzimmer – beim Klavierspielen. Uli fühlt sich von den anderen Jungen nicht ernst genommen, weil er wenig Mut hat. Sein bester Freund Matz dagegen ist sehr mutig, dafür aber im Denken langsamer. Uli würde dennoch gern mit Matz tauschen, was dieser für Blödsinn hält, denn: Seine Noten verbessern sich einfach nicht. Aber Uli könnte etwas gegen seine Angst tun, indem er mal etwas ganz Außergewöhnliches anstellt.
Die Realschüler entführen Rudi Kreuzkamm, der die Diktathefte der Internatsschüler zu seinem Vater bringen sollte. Daraufhin suchen die Jungen Rat beim „Nichtraucher“. Dieser lebt in einem alten Eisenbahnwaggon, der als Nichtraucherwagen ausgewiesen ist. Sie berichten ihrem väterlichen Freund von dem erbitterten Streit der Realschüler mit den Internatsschülern. Dieser wird schon seit vielen Jahren ausgetragen.
Der „Nichtraucher“ will die Jungen als Schiedsrichter bei ihrem bevorstehenden Kampf gegen die Realschüler unterstützen. Er macht den Vorschlag, dass sich von den beiden Gruppen jeweils nur einer prügeln solle. Gewinnen die Internatsschüler, sollen sie Rudi sowie die Diktathefte zurückerhalten. Gewinnen die Realschüler, sollen die Internatsschüler sich schriftlich dafür entschuldigen, dass sie in der Vergangenheit die Fahne der Realschüler stark beschädigt haben. Den Zweikampf gewinnt Matz für die Internatsschüler. Die Realschüler weigern sich allerdings, Rudi herauszugeben. Daraufhin kommt es zu einer Schneeballschlacht zwischen den Internatsschülern und den Realschülern. Die Verwirrung während der Schneeballschlacht nutzen Johnny und Matz aus, um Rudi zu befreien. Dabei stellen sie fest, dass ihre Diktathefte von den Realschülern bis auf kleine Überreste verbrannt worden sind.
Nach der Schlacht kehren die Jungen wieder ins Internat zurück. Dort werden sie am Tor von ihrem Tutor, dem schönen Theodor, abgefangen. Da sie keine Ausgangsgenehmigung hatten, bringt dieser sie zu ihrem Lehrer Justus. Dieser ist enttäuscht von den Jungen, dass sie ihn nicht ins Vertrauen gezogen haben. Zur „Strafe“ gibt es eine Stunde Hausarrest bei ihm im Turmzimmer. Er erzählt ihnen währenddessen eine Geschichte. Ein Junge lebte vor vielen Jahren im selben Internat. Seine Mutter wurde krank, und der Junge besuchte sie im Krankenhaus, ohne eine Erlaubnis zu haben, wofür ihm zur Strafe die Ausgangserlaubnis für den nächsten Tag gestrichen wurde. Er ging trotzdem und wurde von seinem Tutor am Tor erwischt. Da der Junge sich erneut dem Verbot widersetzt hatte, wurde er zu seinem Lehrer gebracht und bekam vier Wochen Ausgehverbot. Doch der Junge besuchte seine Mutter erneut. Daraufhin musste er in den Karzer. Doch ein anderer Junge ließ sich für ihn einsperren. Sie waren beste Freunde und trennten sich auch später nicht. Die beiden studierten und wohnten zusammen. Und auch als der eine heiratete, blieben sie enge Freunde. Dann jedoch starben Frau und Tochter des Freundes. Am Tag nach dem Begräbnis verließ er die Stadt, und sein Freund hat nie wieder etwas von ihm gehört. Der eine Junge war Justus selbst.
In der Deutschstunde müssen die Jungen Professor Kreuzkamm mitteilen, dass die Diktathefte verbrannt sind. Davon ist dieser natürlich gar nicht begeistert. Zudem haben die Jungen Uli einen Streich gespielt und diesen in einem Papierkorb an der Decke aufgehängt. Nachdem Uli befreit ist, lässt Professor Kreuzkamm die Jungen ein sehr schweres Diktat schreiben. Zur Sicherheit nimmt er diesmal die Hefte selber mit. Nach dem Streich reicht es Uli nun endgültig. Er kündigt der Klasse an, dass er etwas Besonderes machen werde. Die Jungen sollen um 15.00 Uhr zur Eisbahn kommen. Inzwischen führen Johnny und Martin Dr. Bökh zum Nichtraucher, da sie vermuten, dass dieser sein verschwundener Freund ist. Und tatsächlich kommen die alten Freunde so wieder zusammen. Auf der Eisbahn steigt Uli auf ein hohes Klettergerüst und springt, ausgerüstet mit einem geöffneten Regenschirm, herunter. Dabei zieht er sich einige Verletzungen zu, im Großen und Ganzen geht es aber glimpflich ab. Seine Mitschüler machen sich große Sorgen um Uli. Zum Glück sind Justus und Dr. Uthoff, der Nichtraucher, in der Nähe. Robert Uthoff ist Arzt und leistet sogleich erste Hilfe. Der Abend gehört den beiden Freunden, die sich viel zu erzählen haben. Dabei versucht Justus auch, den Nichtraucher zu bewegen, wieder in seinem alten Beruf als Arzt zu arbeiten. Noch kann er Robert nicht davon überzeugen, seine Arbeit als Arzt wieder aufzunehmen und sein Domizil zu verlassen. Eine besondere Sympathie entwickelt sich zwischen Schwester Beate und Robert Uthoff.
Die Weihnachtsferien stehen kurz bevor. Die Jungen freuen sich schon darauf. Nur Martin ist traurig. Seine Eltern sind arm und können diesmal das Geld für eine Fahrkarte nach Hause nicht aufbringen. Doch bevor es so weit ist, wird in der Turnhalle der Schule noch das Stück Das fliegende Klassenzimmer in fünf Bildern aufgeführt. Es handelt von einem Klassenzimmer, das sich in einem Flugzeug befindet. Damit können die Schüler in alle Kontinente fliegen. In Ägypten geht ein „kleines Mädchen“ aus der Klasse verloren, als es von einer Mumie in eine Pyramide gelockt wird. Am Ende gelangt das Flugzeug in den Himmel und Petrus rettet das Mädchen. Damit endet das Theaterstück.
Martin vertraut Justus an, dass er nicht zu seinen Eltern fahren kann. Martins Eltern begehen traurig den Weihnachtsabend alleine. Doch plötzlich klingelt es an der Tür, und zu ihrer großen Freude steht Martin draußen. Das Geld für die Hin- und Rückfahrt hat er von Justus bekommen. Und auch Justus verbringt ein schönes Weihnachtsfest zusammen mit dem Nichtraucher, dem Sanitätsrat und Schwester Beate. Mit seinem Weihnachtsgeschenk schafft er vollendete Tatsachen, da der Freund die Stelle als Schularzt, die er ihm besorgt hat, nun nicht mehr ausschlagen kann. Da stecke nicht nur er dahinter, lässt er Robert wissen und schaut bedeutungsvoll zum Sanitätsrat und zu Schwester Beate.
Wieder zurück in den Sommer. Erich Kästner sitzt in einem Biergarten, als er eines Tages eine „merkwürdige Begegnung“ hat. Johnny und sein Ziehvater, der Kapitän, setzen sich zu ihm. Erich Kästner fragt Johnny nach dem Befinden „seiner“ Jungen im Internat, nach Martin und nach Uli und auch nach Justus und Dr. Uthoff, dem neuen Schularzt. Johnny erzählt von den Freunden und auch, dass Uthoff und Schwester Beate zu Ostern geheiratet hätten, und fragt dann erstaunt, woher er sie eigentlich alle kenne. Kästner zieht seinen Hut und meint, dass er nun leider gehen müsse, Johnny solle die Jungs und ganz besonders „Justus“ von ihm grüßen. Auf seine Frage, von wem er denn alle grüßen solle, bekommt er zur Antwort „von einem guten Freund, einem guten Freund guter Freunde.“ Beim Hinausgehen überreicht Kästner dem Ober ein Buch und deutet auf Johnny. Der Ober begibt sich zum Tisch und überreicht Johnny das Buch mit einem schönen Gruß „von dem Herrn, der eben hier war“. Das Buch trägt den Titel Das fliegende Klassenzimmer von Erich Kästner; von diesem kurz zuvor auf dem Umschlag handschriftlich um und Johnny Trotz ergänzt.

## Produktion

### Dreharbeiten
Gedreht wurde der Film im März 1954 im Atelier der Bavaria Film in Geiselgasteig sowie im Carlton-Studio in der Tulbeckstraße. Die Außenaufnahmen entstanden in Kitzbühel, Kufstein und auf der Burg Marquartstein. Teile der Innenaufnahmen wurden im Staatlichen Landschulheim Marquartstein gedreht. Die Schlussszene im Café wurde im Münchener Hofgarten mit Blick auf die Theatinerkirche gedreht. Für die Filmbauten trugen Robert und Kurt Herlth die Verantwortung.

### Hintergrund
Erich Kästner schrieb nicht nur das Drehbuch, er spielte sich auch selbst und ist der Erzähler im Film. Diese erste Verfilmung des Romans Das fliegende Klassenzimmer hält sich am genauesten an die Romanhandlung. Erich Kästner hatte bereits 1933, kurz nachdem Hitler an die Macht gekommen war, mit der UFA Verhandlungen über die Verfilmung seines Buches geführt. Niemand wollte das Risiko eingehen, mit einem Schriftsteller zusammenzuarbeiten, der im Dritten Reich nicht gerade wohlgelitten war. Störend war wohl auch die „zutiefst menschliche Aussage des Buches“, die so gar nicht in diese Zeit der Willkür passen wollte. Auch dass es keine eindeutige Hauptfigur in diesem Film gibt, galt an der Kinokasse eher als hinderlich.
Das musikalische Leitmotiv von Hans-Martin Majewski besteht vollständig aus Mundharmonikamusik des „Trio Raisner“, das auch in vielen weiteren Passagen des Films zu Gehör kommt. „Normale Filmmusik“ spielt das renommierte Orchester Kurt Graunke in verhältnismäßig wenigen Szenen. In diesem Film spielte der später erfolgreiche Sänger Peter Kraus seine erste Filmrolle.

### Medien
Nach seiner Premiere am 2. September 1954 lief der Film einen Tag später in den deutschen Kinos an. Am 13. Dezember 1957 wurde er unter dem Titel Iloinen internaatti (Glückliches Internat) in Finnland veröffentlicht und am 27. Juni 1958 unter dem Titel Flying Classroom in den USA. In Russland trägt der Film den Titel Летающий класс.
Der Film ist mehrfach von verschiedenen Anbietern auf Einzel-DVD und in einer DVD-Sammelbox erschienen: 2003 als DVD der Ufa, 2004 als Nr. 1 in der DeAgostini-DVD-Sammelreihe „Die großen deutschen Filmklassiker“ (mit einem 16-seitigen Heft zum Film) und in einer „Erich Kästner Klassiker Kollektion“ mit zwei weiteren DVDs (Das doppelte Lottchen (1950) und Emil und die Detektive (1954)). Von der Filmmusik ist ein Ausschnitt auf der CD „Deutsche Filmkomponisten Vol. 10 – Hans-Martin Majewski“ bei Bear-Family Records erschienen. 2014 erschien der Film in verbesserter Qualität bei Universum Film auf Blu-Ray.

## Kritik
Das Lexikon des internationalen Films lobte: „Vergnügliche und warmherzige Verfilmung des Kinderromans von Erich Kästner mit unaufdringlicher Pädagogik.“
Kino.de zeigte sich ebenfalls sehr angetan von dem Film. Dort hieß es: „Erich Kästners vierter Kinderroman (1933) hält mit den Freunden ein prächtiges Spektrum jugendlicher Charaktere bereit, deren Solidarität und Mut, Missgeschicken tapfer zu trotzen, gefeiert wird. Die Verfilmung von Kurt Hoffmann, zu der Kästner das Drehbuch schrieb, fügt eine Liebesgeschichte zwischen Krankenschwester Beate und dem Nichtraucher hinzu. Zum vorzüglichen Jungen-Team gehören Peter Kraus und Michael Verhoeven.“
Auch der Evangelische Filmbeobachter zeigte sich überzeugt von dem Film: „Bubenfilm, nach Kästners bekanntem Buch, ab 10 herzlich zu empfehlen.“

## Auszeichnung
Die Filmbewertungsstelle Wiesbaden verlieh dem Film das Prädikat „Besonders wertvoll“.

## Weitere Verfilmungen
- Das fliegende Klassenzimmer (1973) von Werner Jacobs mit Joachim Fuchsberger als „Justus“ und Heinz Reincke als „Nichtraucher“ sowie Diana Körner als Schwester Beate
- Das fliegende Klassenzimmer (2003) von Tomy Wigand mit Ulrich Noethen als „Justus“ und Sebastian Koch als „Nichtraucher“
- Das fliegende Klassenzimmer (2023) von Carolina Hellsgård mit Tom Schilling als  „Justus“ und Trystan Pütter als „Nichtraucher“ sowie Hannah Herzsprung als Schuldirektorin Kreuzkamm